# Domenico Maietta
Domenico Maietta (Cariati, 3 agosto 1982) è un dirigente sportivo ed ex calciatore italiano, di ruolo difensore.

## Caratteristiche tecniche
Difensore centrale bravo tecnicamente, rapido e combattivo risultava abile nel gioco aereo, possedeva una buona personalità nell'impostare l'azione e portare su palla.

## Carriera

### Club

#### Gli esordi
Originario di Cirò Marina, è cresciuto calcisticamente nella Juventus.
Nel 2002 debutta in Serie B con la Triestina, rimanendovi fino al mercato di riparazione quando passa al Messina ancora in cadetteria.
Nel luglio 2003 approda all'Avellino dove le sue prestazioni lo portano a essere ingaggiato, nel gennaio seguente, dal Perugia che milita in Serie A ma con cui non scende mai in campo.

#### Dal Crotone al Frosinone
Nell'estate 2004 torna in Serie B al Crotone dove gioca tra i titolari per tre anni, al termine dei quali, vista la retrocessione dei calabresi, viene dato in prestito all'Avellino che disputa la Serie B. Nell'estate 2008 torna a Crotone, giocandovi alcune partite in Serie C1, prima di essere venduto, nel gennaio 2009, al Frosinone, dove ha disputato l'ultimo anno e mezzo in cadetteria.

#### La cavalcata con l'Hellas Verona
Terminato il contratto con la società laziale, nell'agosto 2010, Maietta firma un accordo triennale con il Verona. profetizzando, appena giunto nel club che si apprestava ad iniziare la sua quarta stagione in Lega Pro, il ritorno in Serie A della squadra scaligera nel giro di 3 stagioni, e diventando ben presto un beniamino del pubblico scaligero grazie all'agonismo e allo spirito battagliero con i quali affronta ogni partita.
Il 19 giugno 2011 conquista subito la promozione in Serie B con la maglia dell'Hellas Verona.
Giunto in cadetteria, durante la stagione 2011-2012 segna la sua prima rete in carriera il 13 novembre 2011 nella vittoria 2-1 del Verona contro il Crotone.
Il 12 marzo 2012 si fa notare grazie ad una rete stupenda messa a segno contro il Torino, nella trasferta vinta dai veneti per 4-1. Nell'azione del goal, dopo aver conquistato palla a centrocampo, salta in velocità due difensori granata e da 35 metri riesce a beffare il portiere avversario con un pallonetto perfetto.
Il 19 maggio 2012 segna il suo quarto gol con la maglia scaligera in Hellas Verona - Varese, alla penultima di campionato, imitando il gol di Torino: dopo uno scambio con Hallfredsson e uno scatto palla al piede di 40 metri beffa infatti il portiere con un tiro da fuori area sotto l'incrocio dei pali.
L'Hellas Verona, giunto 4º in classifica al termine della stagione agonistica, viene eliminato durante la semifinale play-off dal Varese ma Maietta si toglie la soddisfazione di venire eletto quale miglior difensore della Serie B 2011-2012, a dimostrazione della migliore annata della propria carriera calcistica.
Nella stagione 2012-2013 segna un solo gol alla quarta giornata di campionato nella sentitissima trasferta di Vicenza, gol che risulterà decisivo per la vittoria della gara.
Grazie ad un rendimento costante in campionato, contribuirà in prima persona a blindare la difesa scaligera (che a fine campionato risulterà la meno battuta) e quindi alla promozione in serie A dell'Hellas Verona grazie al 2º posto finale conquistato della squadra giallobù. Visto il doppio salto di categoria ottenuto in 3 anni, Maietta ha mantenuto la dichiarazione fatta ai giornalisti, appena acquistato dal club veronese, di riportare l'Hellas Verona nella massima serie nel giro di 3 anni.
Beniamino del pubblico veronese, dal campionato 2011-2012 è stato insignito della fascia di capitano.
il 24 agosto 2013 all'età di 31 anni, fa il suo debutto in Serie A nella partita inaugurale d'esordio del campionato 2013-2014 vinta dai veronesi per 2 a 1 contro il Milan. Con 25 presenze porta un positivo contributo al campionato del Verona che arriva a sfiorare la qualificazione in Europa League,

#### Bologna
Il 22 luglio 2014 viene comprato dal retrocesso Bologna, che deve affrontare la serie B.
Esordisce in maglia rossoblù nella prima giornata di campionato contro il Perugia, e dopo vari infortuni e traumi che lo costringono a saltare alcune partite, segna il suo primo gol contro il Frosinone Calcio, la sua ex squadra. Il campionato si conclude positivamente con la promozione in serie A e Maietta viene confermato anche nel 2015-2016. Nelle due successive stagioni in maglia rossoblu, si dimostra uno dei pilastri della difesa, oltre ad essere una figura centrale all'interno dello spogliatoio.

#### Empoli
Il 31 gennaio 2018 passa a titolo definitivo all'Empoli, con cui firma un contratto fino al giugno 2019, in uno scambio che vede coinvolto anche Simone Romagnoli, che si trasferisce invece a titolo temporaneo al club emiliano. Il 17 febbraio segna la rete del definitivo 4-0 nella partita interna vinta contro il Parma e, titolare inamovibile, porta un contributo decisivo alla promozione in serie A del club toscano.
Disputa altri due campionati positivi con la maglia azzurra e, alla scadenza del contratto, si ritira dal calcio giocato all'età di 38 anni, rimanendo nell'ambiente come team manager dell'Empoli.

### Nazionale
Durante l'esperienza in bianconero ottiene 30 convocazioni nelle Nazionali giovanili fino all'Under-20, con la quale gioca la sua unica partita il 25 aprile 2001 contro i pari età della Turchia.
Con le selezioni giovanili italiane complessivamente raccoglie 21 presenze ed una rete, quest'ultima realizzata nel 1998 contro il Camerun in Under-15.

### Dirigente
Il 1º settembre 2020 diventa il nuovo team manager dell'Empoli.

## Vita privata
Il 22 giugno 2016 si sposa con Angela Martino.

## Statistiche
Tra club e nazionali giovanili, Maietta in carriera ha totalizzato globalmente 501 presenze segnando 9 reti.

### Presenze e reti nei club
| Stagione         | Squadra          | Campionato       | Campionato | Campionato | Coppe nazionali | Coppe nazionali | Coppe nazionali | Coppe continentali | Coppe continentali | Coppe continentali | Altre coppe | Altre coppe | Altre coppe | Totale | Totale |
| Stagione         | Squadra          | Comp             | Pres       | Reti       | Camp            | Pres            | Reti            | Camp               | Pres               | Reti               | Comp        | Pres        | Reti        | Pres   | Reti   |
| ---------------- | ---------------- | ---------------- | ---------- | ---------- | --------------- | --------------- | --------------- | ------------------ | ------------------ | ------------------ | ----------- | ----------- | ----------- | ------ | ------ |
| 2001-2002        | L'Aquila         | C1               | 0          | 0          | CI-C            | 0               | 0               | -                  | -                  | -                  | -           | -           | -           | 0      | 0      |
| 2002-gen. 2003   | Triestina        | B                | 5          | 0          | CI              | 4               | 0               | -                  | -                  | -                  | -           | -           | -           | 9      | 0      |
| gen.-giu. 2003   | Messina          | B                | 8          | 0          | CI              | 0               | 0               | -                  | -                  | -                  | -           | -           | -           | 8      | 0      |
| 2003-gen. 2004   | Avellino         | B                | 12         | 0          | CI              | 1               | 0               | -                  | -                  | -                  | -           | -           | -           | 13     | 0      |
| gen.-giu. 2004   | Perugia          | A                | 0          | 0          | CI              | 0               | 0               | -                  | -                  | -                  | -           | -           | -           | 0      | 0      |
| 2004-2005        | Crotone          | B                | 18         | 0          | CI              | 1               | 0               | -                  | -                  | -                  | -           | -           | -           | 19     | 0      |
| 2005-2006        | Crotone          | B                | 29         | 0          | CI              | 2               | 1               | -                  | -                  | -                  | -           | -           | -           | 31     | 1      |
| 2006-2007        | Crotone          | B                | 29         | 0          | CI              | 3               | 0               | -                  | -                  | -                  | -           | -           | -           | 32     | 0      |
| 2007-2008        | Avellino         | B                | 28         | 0          | CI              | 0               | 0               | -                  | -                  | -                  | -           | -           | -           | 28     | 0      |
| Totale Avellino  | Totale Avellino  | Totale Avellino  | 40         | 0          |                 | 1               | 0               |                    | -                  | -                  |             | -           | -           | 41     | 0      |
| 2008-gen. 2009   | Crotone          | 1D               | 8          | 0          | CI+CI-LP        | 3+0             | 0               | -                  | -                  | -                  | -           | -           | -           | 11     | 0      |
| Totale Crotone   | Totale Crotone   | Totale Crotone   | 84         | 0          |                 | 9               | 1               |                    | -                  | -                  |             | -           | -           | 93     | 1      |
| gen.-giu. 2009   | Frosinone        | B                | 9          | 0          | CI              | 0               | 0               | -                  | -                  | -                  | -           | -           | -           | 9      | 0      |
| 2009-2010        | Frosinone        | B                | 30         | 0          | CI              | 1               | 0               | -                  | -                  | -                  | -           | -           | -           | 31     | 0      |
| Totale Frosinone | Totale Frosinone | Totale Frosinone | 39         | 0          |                 | 1               | 0               |                    | -                  | -                  |             | -           | -           | 40     | 0      |
| 2010-2011        | Verona           | 1D               | 21+4       | 0          | CI-LP           | 0               | 0               | -                  | -                  | -                  | -           | -           | -           | 25     | 0      |
| 2011-2012        | Verona           | B                | 33+2       | 4+0        | CI              | 3               | 0               | -                  | -                  | -                  | -           | -           | -           | 38     | 4      |
| 2012-2013        | Verona           | B                | 40         | 1          | CI              | 3               | 0               | -                  | -                  | -                  | -           | -           | -           | 43     | 1      |
| 2013-2014        | Verona           | A                | 25         | 0          | CI              | 1               | 0               | -                  | -                  | -                  | -           | -           | -           | 26     | 0      |
| Totale Verona    | Totale Verona    | Totale Verona    | 119+6      | 5          |                 | 7               | 0               |                    | -                  | -                  |             | -           | -           | 132    | 5      |
| 2014-2015        | Bologna          | B                | 35+4       | 1+0        | CI              | 0               | 0               | -                  | -                  | -                  | -           | -           | -           | 39     | 1      |
| 2015-2016        | Bologna          | A                | 19         | 0          | CI              | 0               | 0               | -                  | -                  | -                  | -           | -           | -           | 19     | 0      |
| 2016-2017        | Bologna          | A                | 29         | 0          | CI              | 2               | 0               | -                  | -                  | -                  | -           | -           | -           | 31     | 0      |
| 2017-gen. 2018   | Bologna          | A                | 7          | 0          | CI              | 0               | 0               | -                  | -                  | -                  | -           | -           | -           | 7      | 0      |
| Totale Bologna   | Totale Bologna   | Totale Bologna   | 90+4       | 1          |                 | 2               | 0               |                    | -                  | -                  |             | -           | -           | 96     | 1      |
| gen.-giu. 2018   | Empoli           | B                | 17         | 1          | CI              | 0               | 0               | -                  | -                  | -                  | -           | -           | -           | 17     | 1      |
| 2018-2019        | Empoli           | A                | 21         | 0          | CI              | 1               | 0               | -                  | -                  | -                  | -           | -           | -           | 22     | 0      |
| 2019-2020        | Empoli           | B                | 27         | 0          | CI              | 2               | 0               | -                  | -                  | -                  | -           | -           | -           | 29     | 0      |
| Totale Empoli    | Totale Empoli    | Totale Empoli    | 65         | 1          |                 | 3               | 0               |                    | -                  | -                  |             | -           | -           | 68     | 1      |
| Totale carriera  | Totale carriera  | Totale carriera  | 450+10     | 7          |                 | 27              | 1               |                    | -                  | -                  |             | -           | -           | 487    | 8      |

## Palmarès

### Club

#### Competizioni nazionali
- Campionato italiano di Serie B: 1

Empoli: 2017-2018